# Mas del Totosaus
El Mas del Totosaus és un edifici de la ciutat de Reus situat al Camí de Riudoms número 64.

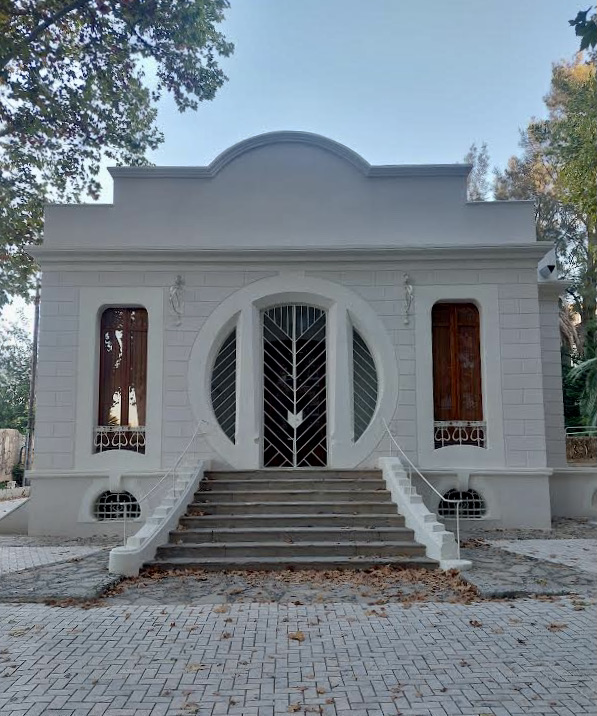
Façana del mas

## Situació
Segons explica Ramon Amigó, el mas estava rodejat d'una finca molt gran. Era a la banda sud del camí de Riudoms, i els terrenys arribaven fins a la vora est de l'avinguda de Misericòrdia (avui dels Països Catalans), i per l'altra banda fins als darreres de la Fàbrica Bertran, gairebé fins al Passeig de Prim. Actualment tota la zona està urbanitzada i amb algunes naus industrials.

## Història
Aquest mas el va encarregar Josep Totosaus, casat amb Elvira Figueras, a l'arquitecte Pere Caselles cap a l'any 1900, després de comprar els terrenys. Josep Totosaus tenia una merceria al carrer del Metge Fortuny, un negoci que anava a més. Però l'any 1902 es va morir, i la seva dona va decidir tirar endavant amb la construcció del mas. Pere Caselles va dissenyar un mas de planta rectangular, amb soterrani, planta baixa i un pis amb una torre lateral, un projecte que no es va arribar a realitzar. El fill, Pere Totosaus, que era arquitecte encara que no tenia titulació a l'estat espanyol, va simplificar el projecte, definint un mas d'una sola planta i eliminant alguns elements modernistes que havia proposat Per Caselles, i la torre i el pis superior. Es va convertir en un mas d'estiueig per a la família.
Durant la guerra civil Pere Totosaus va ser perseguit per la FAI per les seves idees conservadores, tot i que era nacionalista català radical, i li van confiscar el mas, li van saquejar el domicili i li van destruir la seva biblioteca. El va recuperar a la postguerra, fins que a la seva mort, els hereus van vendre's els terrenys i finalment el mas. Quan el nou propietari va morir, el mas va quedar abandonat fins que l'Ajuntament de Reus el va comprar, el va rehabilitar i el destina a un nou Servei d'Atenció i Orientació a les Famílies (SOAF).
La rehabilitació ha consistit en assegurar l'estructura de l'edifici i adequar els seus punts d'accés a tota mena d'usuaris. S'han restaurat també els paviments, la fusteria i les façanes, respectant l'estructura dels murs i adaptant l'interior als nus usos al que es destina.